# Displayport

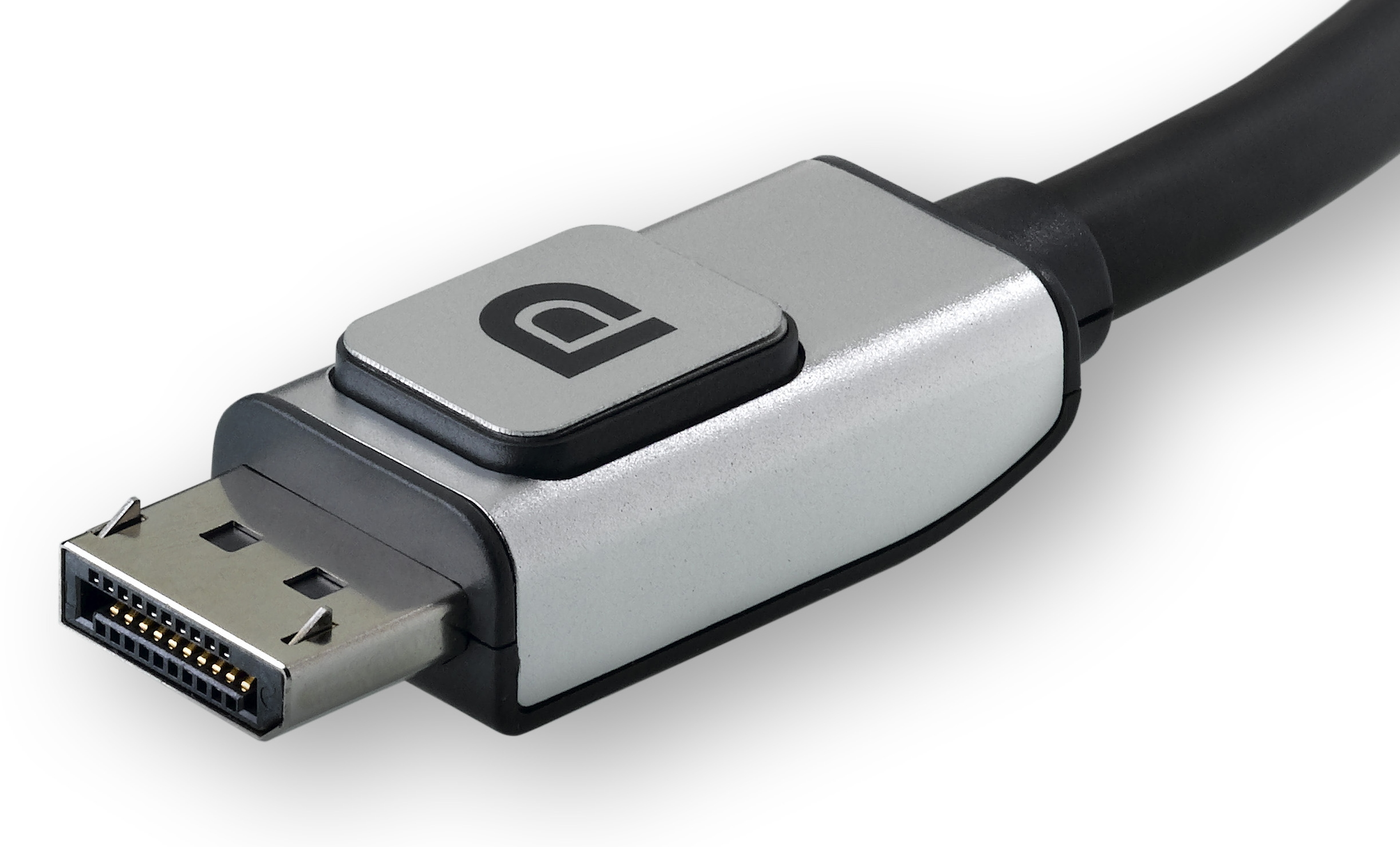
DisplayPort-kabel

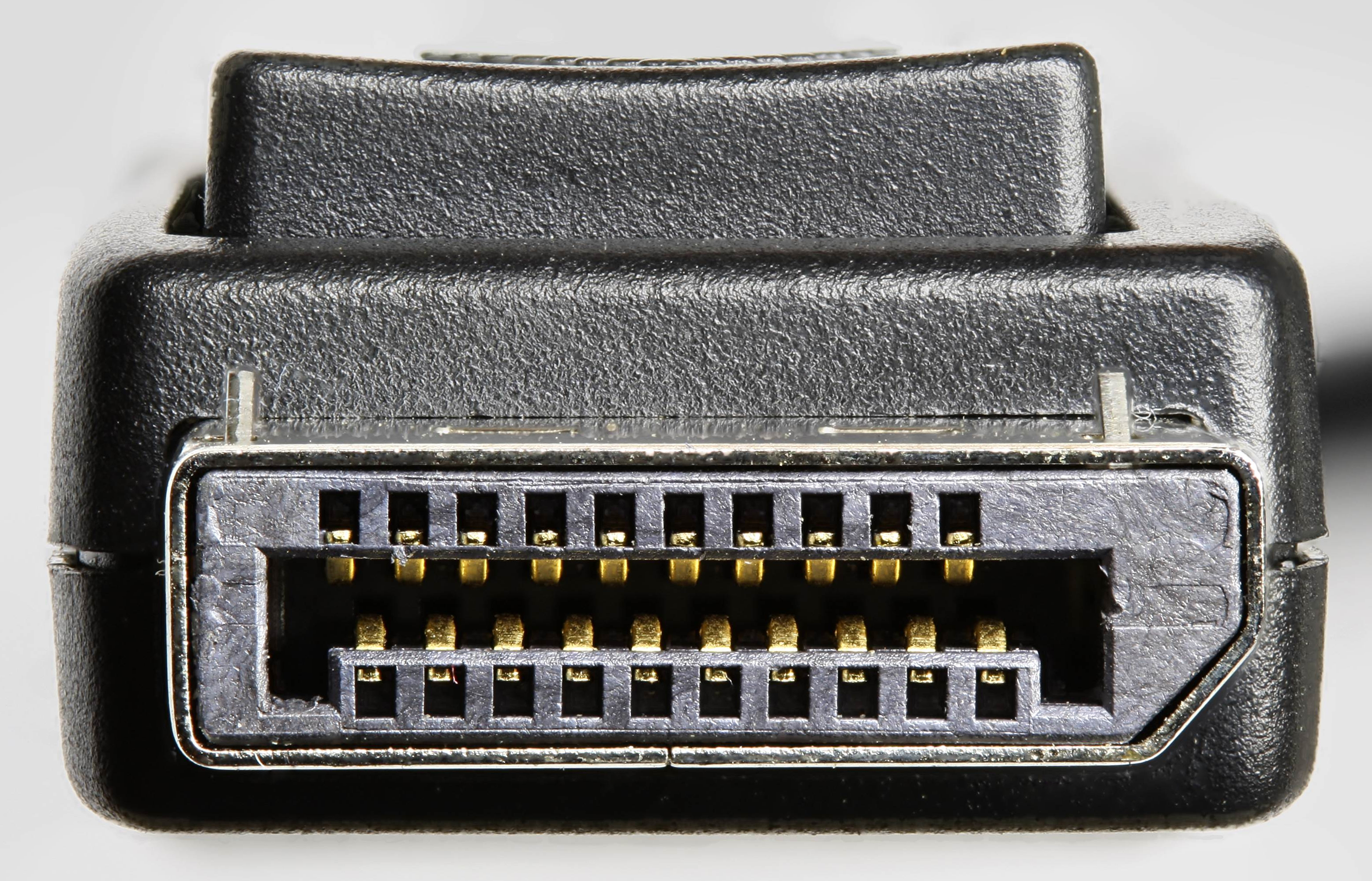
Änden av en DisplayPort-kabel

Displayport (DP) är en standard för digital överföring av bild från en dator till en bildskärm. Denna standard är framtagen av VESA och stöds bland annat av Apple, ATI, Dell, Hewlett-Packard och Eizo. Det fanns en konkurrerande standard i UDI.
- Överföringshastigheten är upp till 10,8 Gbit/s över en enda kabel.
- Displayport 1.1 stöder upp till 8,64 Gbit/s över ett avstånd av max 2 meter och version 1.2 stöder upp till 17,2 Gbit/s.
- Displayport 2.0 stöder 16K upplösning i 60 Hz och två skärmar i 8K upplösning i 120 Hz.[1]
- 2-vägs styrkanal på 1 Mbit/s.
- Upp till 3840 × 2160 upplösning med 30 Hz i 1.1 och 60 Hz i version 1.2.
- Full bandbredd över 3 meter.
- Stöd för 1080p över 15 meter.